# Pseudobutyrivibrio xylanivorans
Pseudobutyrivibrio xylanivorans es una especie de bacteria del género Pseudobutyrivibrio. Fue descrita en el año 2003. Su etimología hace referencia a la digestión de xilano. Se describe como gramnegativa, aunque tal vez sea grampositiva con una pared fina, como otras bacterias de la misma familia. Es anaerobia estricta y móvil por flagelo polar o subpolar. Crece a 39 °C pero no a 25 ni 45 °C. Se ha aislado del rumen de ovejas y cabras, así como del intestino humano. Se estudia como posible candidato a probiótico.